# Michael Cheukoua
Michael Cheukoua (* 13. Januar 1997) ist ein kamerunischer Fußballspieler.

## Karriere
Cheukoua begann seine Karriere bei Canon Yaoundé. Im August 2017 wechselte er zum österreichischen Bundesligisten SCR Altach, bei dem er zunächst für die Amateure zum Einsatz kommen sollte. Sein Debüt für diese in der Regionalliga gab er im September 2017, als er am achten Spieltag der Saison 2017/18 gegen den FC Pinzgau Saalfelden in der 61. Minute für Rafael Deplazes eingewechselt wurde. Seinen ersten Treffer erzielte er im selben Monat gegen den SV Wörgl.
Im April 2018 stand er gegen den Wolfsberger AC schließlich auch erstmals im Kader der Profis. Sein Debüt in der Bundesliga gab er im selben Monat, als er am 31. Spieltag jener Saison gegen den FC Red Bull Salzburg in der 84. Minute für Marco Meilinger in die Partie gebracht wurde.
Im Juli 2018 wurde er an den Zweitligisten SC Wiener Neustadt verliehen. Zur Saison 2019/20 wechselte er zum Zweitligisten SV Horn. In zwei Spielzeiten in Horn kam er zu 57 Einsätzen in der 2. Liga, in denen er 15 Tore erzielte.
Zur Saison 2021/22 wechselte er zum Ligakonkurrenten SC Austria Lustenau, bei dem er einen bis Juni 2023 laufenden Vertrag erhielt. Für Lustenau kam er zu 29 Zweitligaeinsätzen, in denen er neun Tore erzielte. Zu Saisonende stieg er mit dem Team in die Bundesliga auf. Im Oberhaus absolvierte er dann 2022/23 18 Partien. Nach der Saison 2022/23 verließ er Lustenau.
Anschließend wechselte er zur Saison 2023/24 zum Zweitligisten Grazer AK. Mit dem GAK stieg er zu Saisonende ebenfalls in die Bundesliga auf, in der Aufstiegssaison erzielte er in 25 Spielen sechs Tore. In der Bundesliga kam er zu neun Einsätzen, ehe er seinen Vertrag in Graz im Januar 2025 auflöste.
Anschließend wechselte Cheukoua im Februar 2025 nach China zu Meizhou Hakka.